# دیوخانه
دیوخانه (به لاتین: Div Khaneh) یک منطقهٔ مسکونی در افغانستان است که در ولایت بامیان واقع شده‌است.